# Ecomuseo delle Rocche del Roero

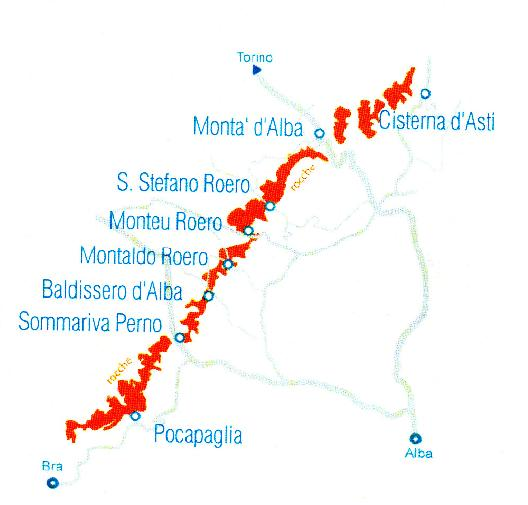
Borghi di sommità, ovvero i comuni interessati dall'ecomuseo.

L'Ecomuseo delle Rocche del Roero si trova in provincia di Cuneo, in Piemonte, e fa parte della rete ecomuseale piemontese.
Riunisce in un unico museo a cielo aperto otto comuni di sommità, Cisterna d'Asti, Montà, Santo Stefano Roero, Montaldo Roero, Monteu Roero, Baldissero d'Alba, Sommariva Perno e Pocapaglia, sorti dopo l'anno mille sulla faglia delle Rocche del Roero, fenomeno geologico di erosione che caratterizza la porzione centrale del Roero.
A Montà è aperta la sede dell'Ecomuseo per informazioni e gestione della componente turistica.

## Storia del territorio

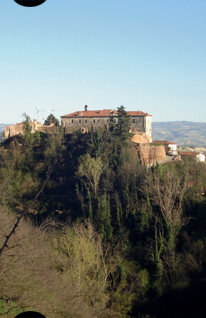
Borgo sulla sommità di una collina

Gli otto comuni dell'Ecomuseo delle Rocche del Roero sono parte di un territorio che ha caratteristiche storiche, geografiche e culturali comuni.
L'unità territoriale della zona risale al X secolo, quando l'imperatore donò al vescovo di Asti le cinque pievi della zona e la grande fascia boschiva ad esse limitrofa (il nemus cellar). Con questa donazione l'imperatore concedeva al vescovo la giurisdizione su di un territorio molto vasto, comprendente buona parte dell'attuale Roero.
Più tardi un altro elemento di coesione tra i centri della zona fu la coniuratio dell'Astisio. Il comune di Asti ebbe un'enorme espansione economica e politica tra XII e XIII secolo, e il Roero fu una delle principali zone strategiche e di interesse. Asti tentava di imporre la propria egemonia attraverso l'uso delle armi e inserendo propri uomini all'interno dei castelli.
Verso gli ultimi vent'anni del 1800 la zona che nel medioevo era stata denominata Astisio prese gradualmente la denominazione Roero, derivata dal grande casato astigiano che possedeva buona parte dei castelli della zona.
Nel medioevo il Roero subì anche una forte riorganizzazione territoriale, che ha portato alla creazione dei paesi attuali.
A partire dall'undicesimo secolo una serie di signori, proprietari di ricchezze e terreni, cominciarono a far valere la propria supremazia militare. Essi costruirono il castello in posizione elevata, sulle alture più facili da difendere dagli attacchi dei nemici. Nacquero così i borghi di sommità, piccoli centri accerchiati dalle Rocche che erano usate come fossato di difesa.

## Missiondell'Ecomuseo
L'ecomuseo si prefigge i seguenti obbiettivi:
- Ricerca scientifica sull'identità territoriale: pubblicazione di studi e volumi inerenti all'identità del Roero.
- Didattica nelle scuole: laboratori e corsi di aggiornamento per alunni e insegnanti.
- Allestimenti ecomuseali: le Rocche del Roero e la rete sentieristica che le attraversa.
- Animazione territoriale ed eventi: passeggiate organizzate e riproposta delle festività tradizionali.
- Promozione turistica: servizio informazioni, contatti con tour operator, organizzazione gite per gruppi e scolaresche.

## I sentieri

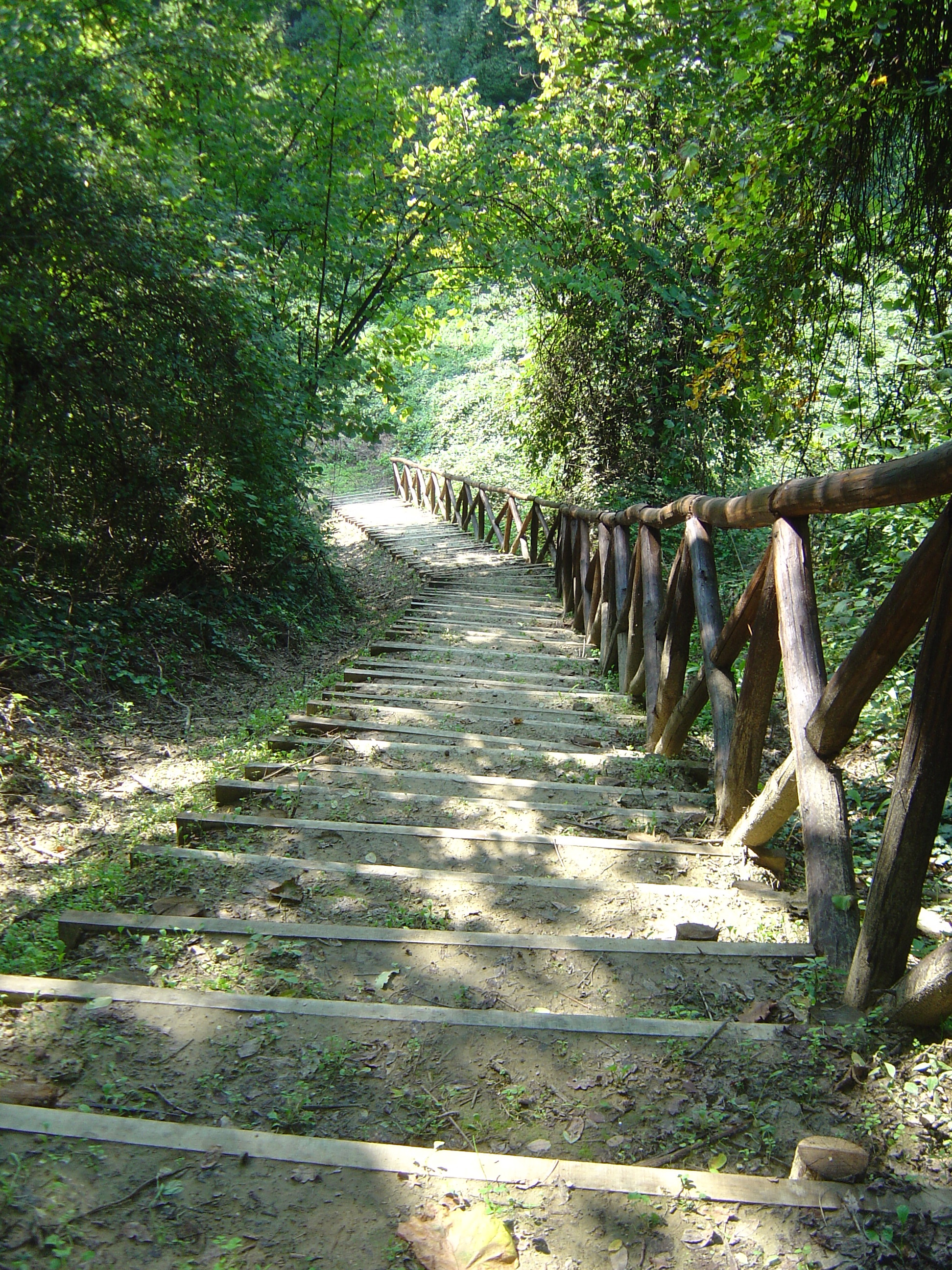
Sentiero religioso a Montà.

L'Ecomuseo ha aperto una serie di sentieri tematici improntati sulla cultura e le tradizioni locali.

### Montà
- Sentiero dell'Apicoltura: propone al visitatore una panoramica su una delle attività produttive che da sempre hanno caratterizzato il Roero: l'apicoltura e la produzione di miele. L'apicoltura è nel Roero, e soprattutto nei paesi delle rocche, una presenza storica, un ruolo dovuto a componenti sia naturali che umane, la cui interazione ha determinato per questa terra la condizione di culla dell'apicultura razionale piemontese.
- Sentiero Religioso: la devozione popolare, che ha caratterizzato per molti secoli la cultura del Roero, viene ripresa nel Sentiero Religioso, in cui sono focalizzate alcune tematiche proprie del Comune di Montà. In particolare, le processioni ed i pellegrinaggi al Santuario dei Piloni costituiscono eventi storici, in quanto il Sacro Monte era luogo di devozione e culto fin da tempi molto antichi.
- Sentiero del Tartufo: si snoda lungo le piste dei trifolao, i cercatori del tartufo bianco (Tuber magnatum Pico) delle Rocche, risalendo lungo vigne coltivate su terreni sabbiosi e caratterizzate dai ciabòt di tutte le forme in un percorso naturalistico ad anello.
- Sentiero del Lupo: così chiamato per via del toponimo della borgata isolata che attraversa, Caialupo. Tale toponimo conferma la presenza storica di questo animale nei boschi del Roero: il lupo in Piemonte ha vissuto una stagione di proliferazione dal 1600 in poi su tutto il territorio regionale, ma con il passare dei secoli la graduale antropizzazione delle campagne ha causato l'estinzione dei branchi.
- Sentiero del Castagno: molto diffuso in tutto il Roero sicuramente a partire dall'età romana, il castagno è oggi presente in maniera significativa nei soli Comuni delle Rocche. Una presenza evidente in particolare a Montà, il cui territorio annovera oltre duemila esemplari, ovvero la metà degli attuali castagneti da frutto dell'intera area. Il percorso mostra questa peculiarità.

### Monteu Roero
- Sentiero della Castagna Granda: lungo il percorso si giunge ad una radura di castagni secolari, dove primeggia la castagna granda. Si tratta di un monumento vegetale, catalogato dalla Regione Piemonte nel volume Alberi monumentali del Piemonte come uno fra i più vecchi della regione: si stima infatti che abbia un'età intorno ai 400 anni.
- Sentiero della Fossa dei Cinghiali: nella vallata del percorso, percorrendo zone di terreni sabbiosi e aree acquitrinose, si raggiunge la fossa dei cinghiali dove questi animali trovano luoghi freschi e ricchi di acqua sorgiva per l'abbeveraggio.
- Sentiero dei Fossili: prende il nome dai ritrovamenti geologici che affiorano tra le terre sabbiose delle Rocche: conchiglie, filliti (foglie o tronchi di alberi fossilizzati), più raramente pesci. L'itinerario lambisce infatti località Caudana, nota per il giacimento di fossili più ricco dell'area.
- Sentiero dell'Acqua: il sentiero prende questo nome dai numerosi specchi d'acqua che si incontrano sul suo tracciato. Particolare importanza riveste il Lago di Valunga, invaso artificiale che si incontra nel tratto iniziale del percorso.

## Galleria d'immagini

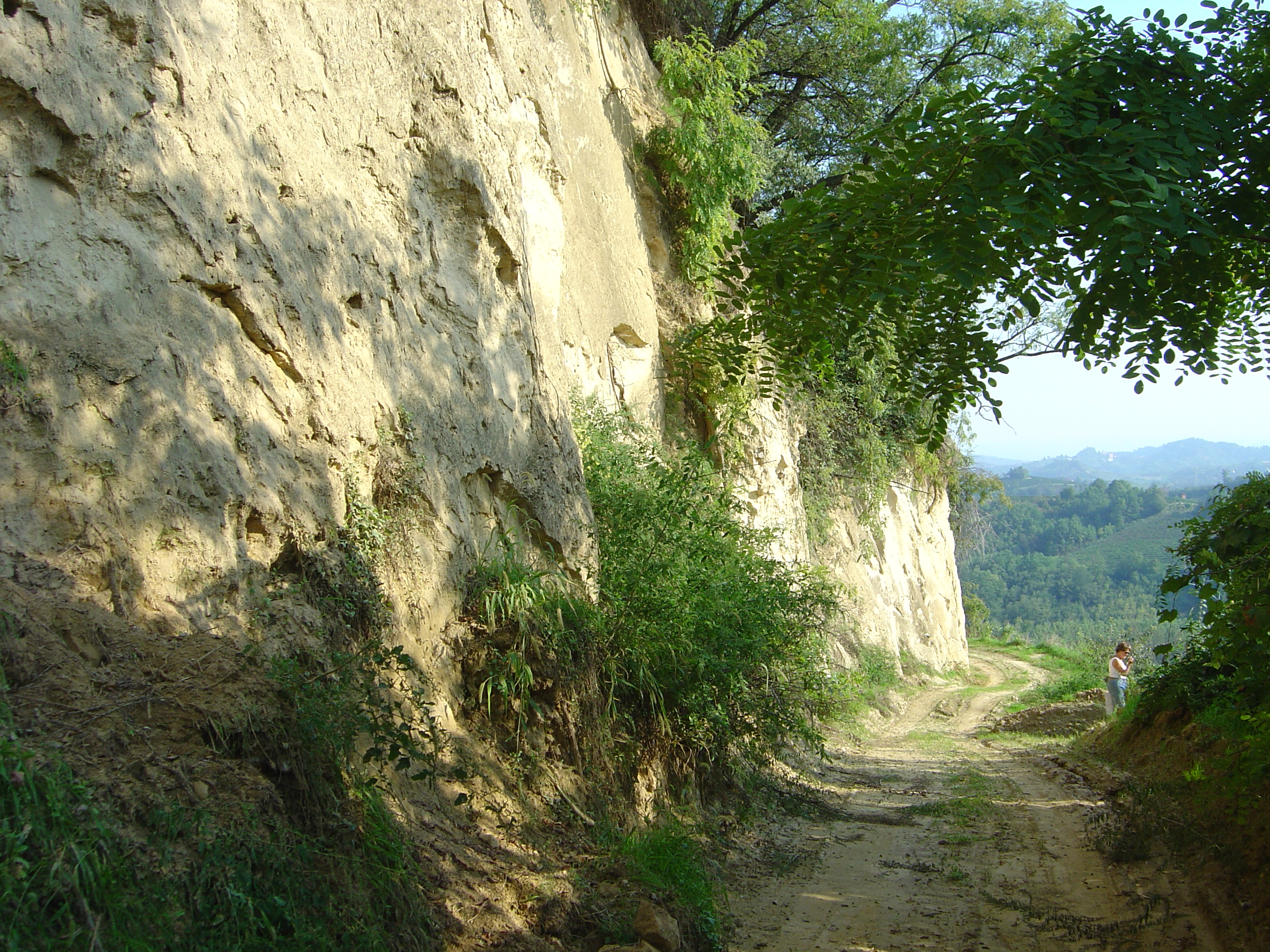
Sentiero dell'Apicoltura
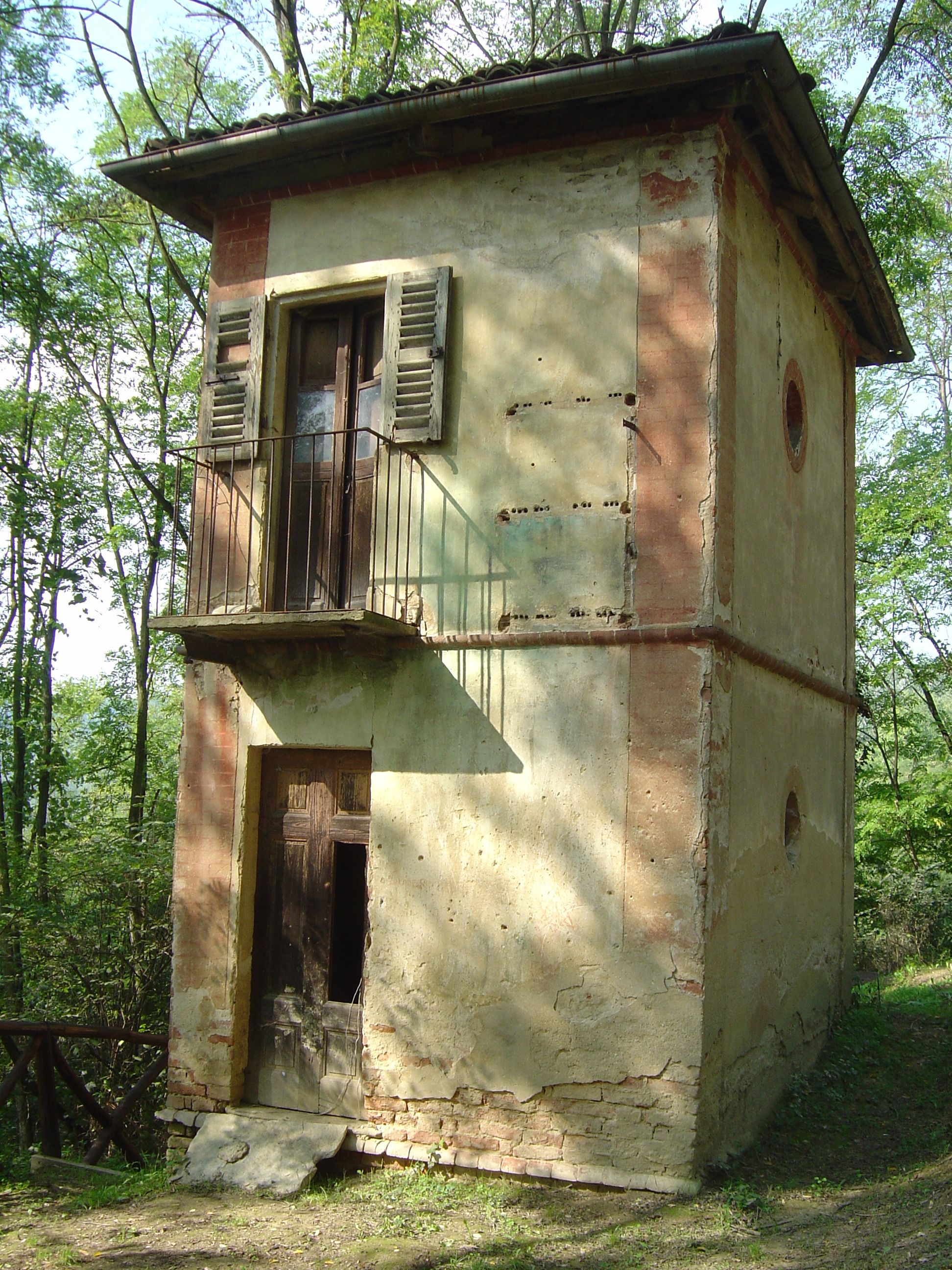
Sentiero dell'Apicoltura - "Casa delle Api"
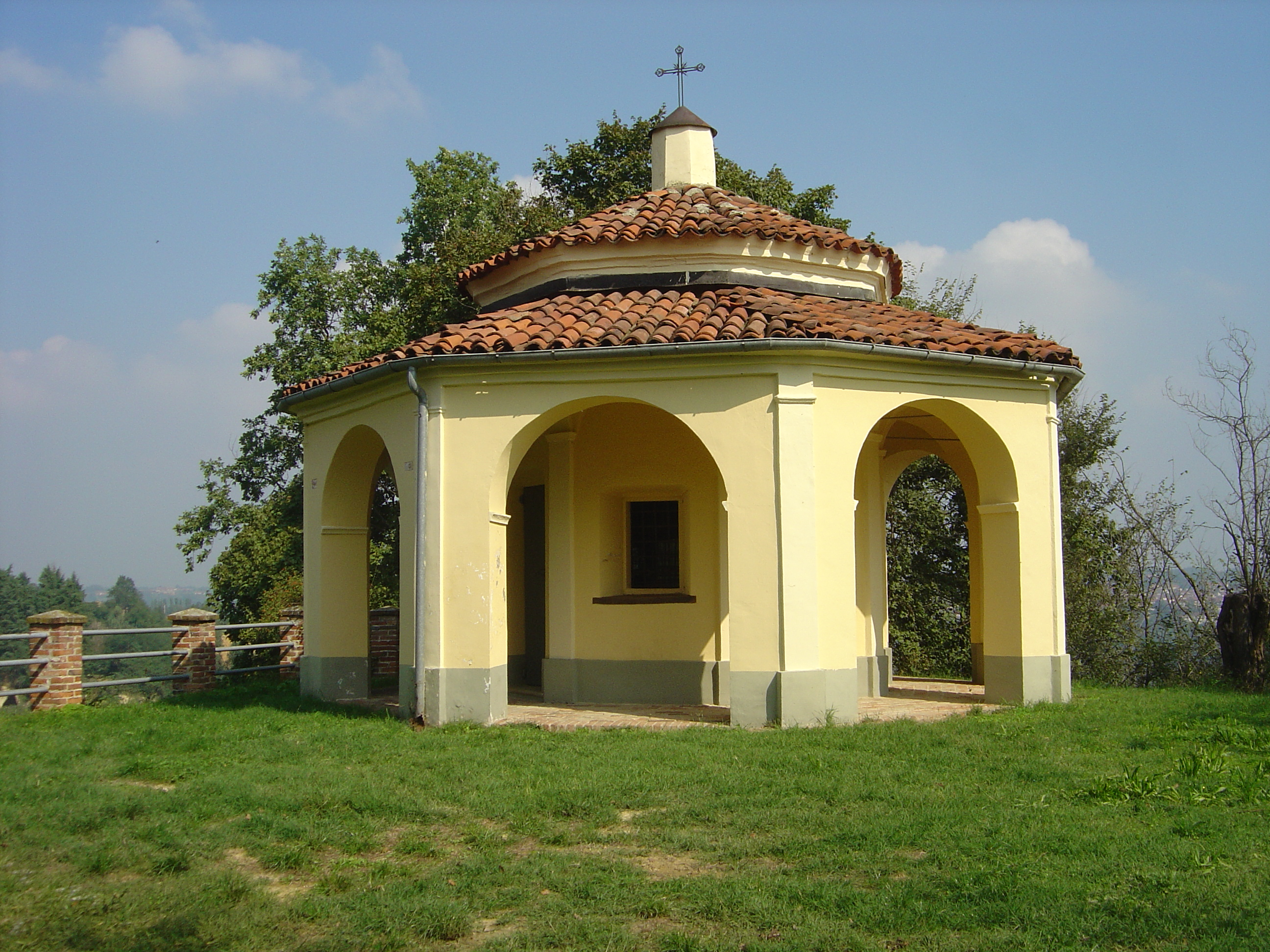
Sentiero Religioso - Santo Sepolcro
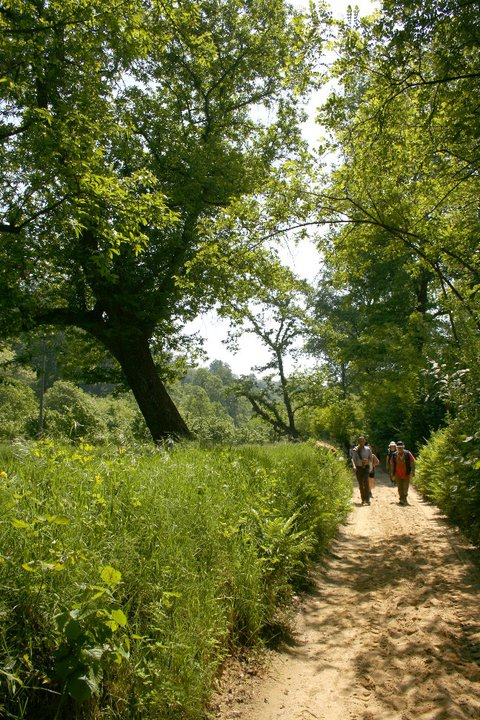
Sentiero del Lupo

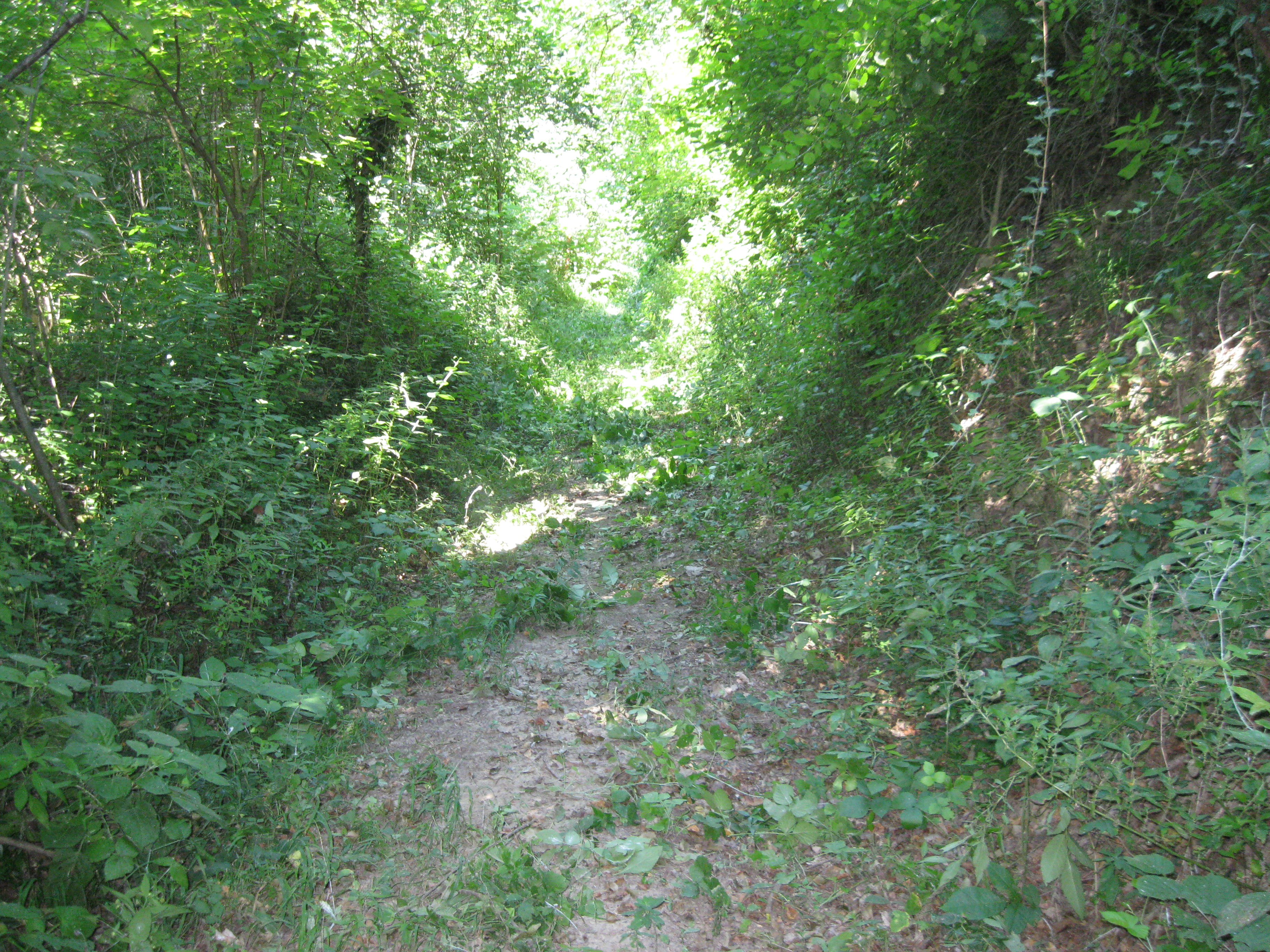
Sentiero del Tartufo
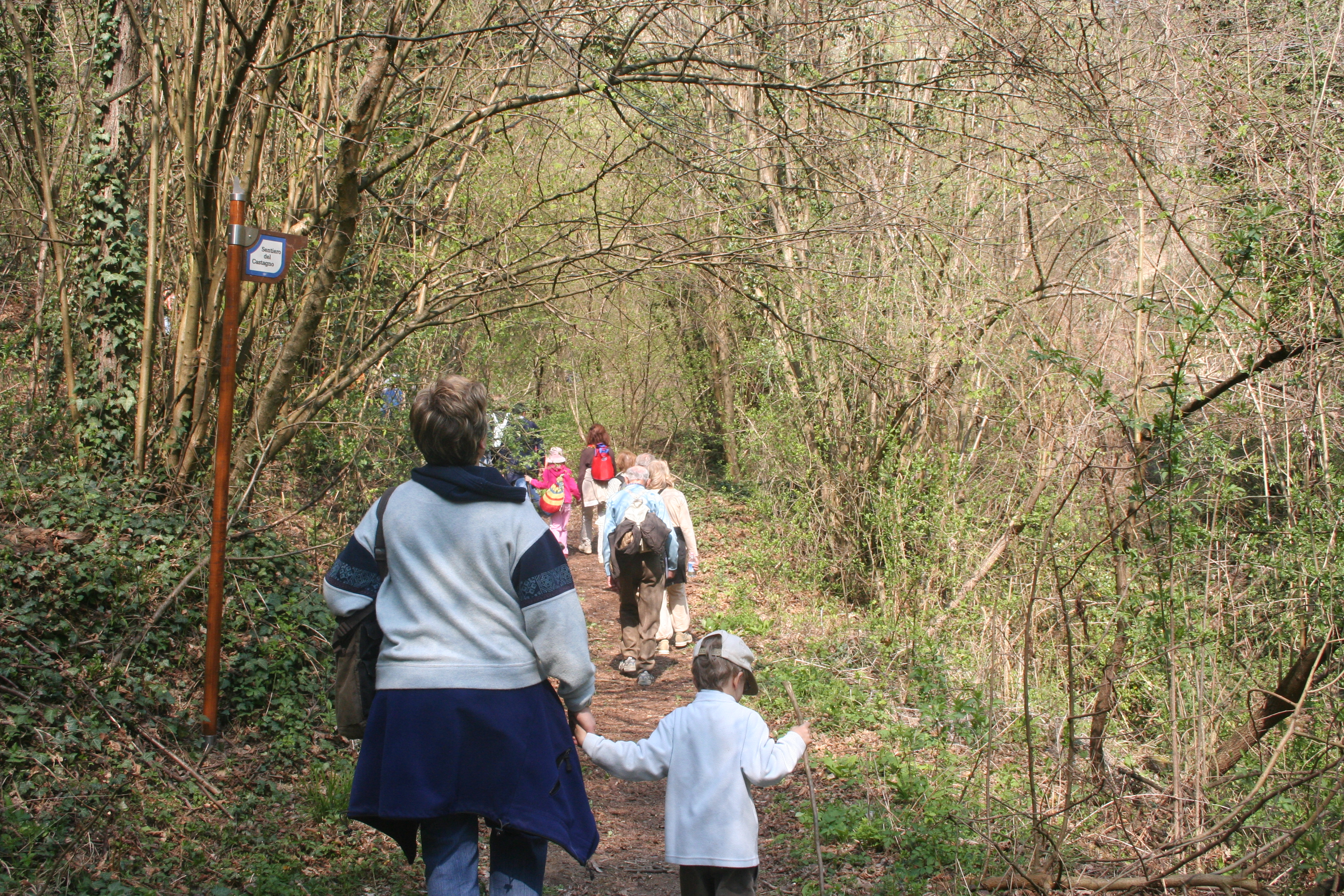
Sentiero del Castagno
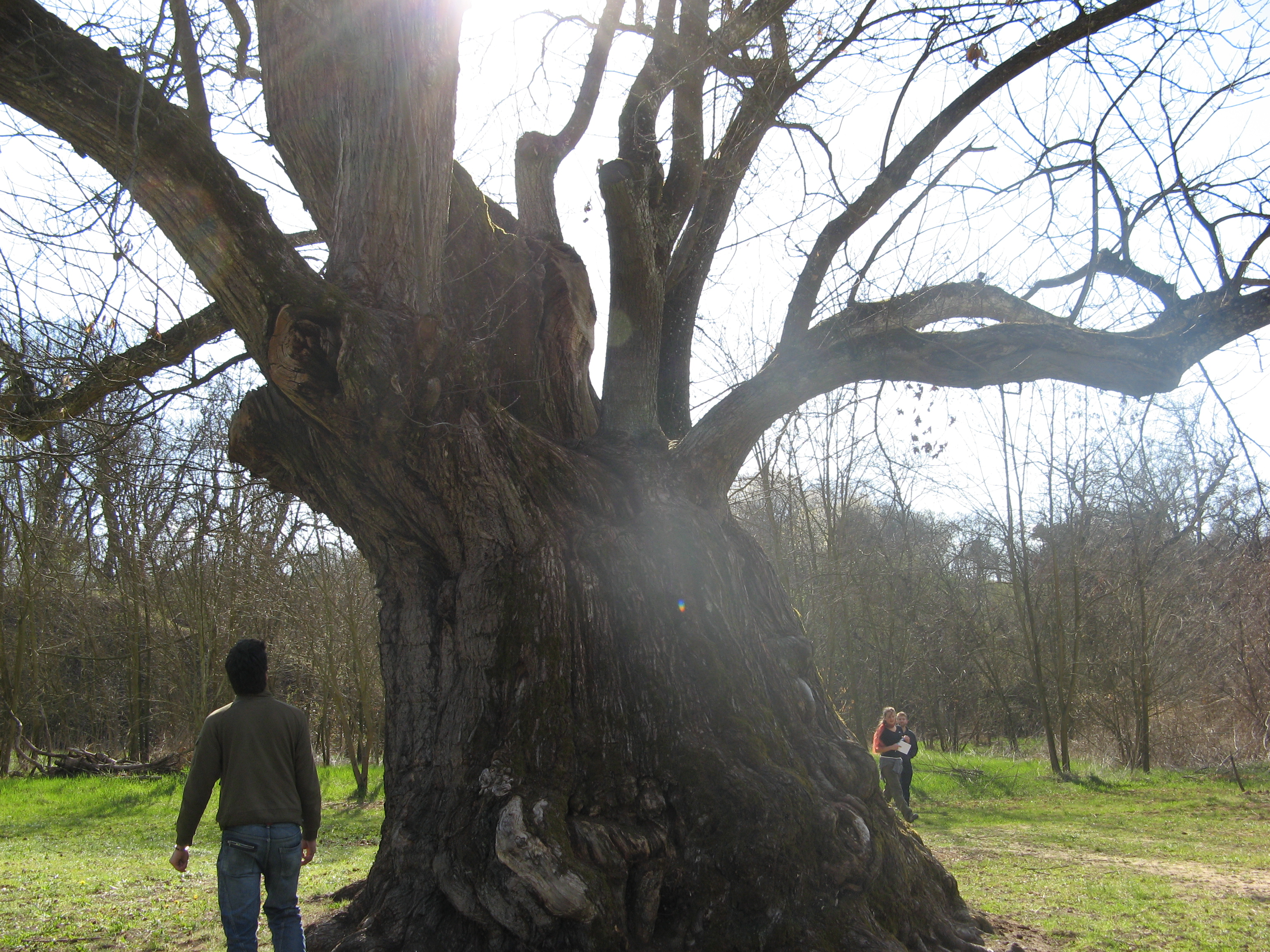
Sentiero della Castagna Granda - Castagno secolare
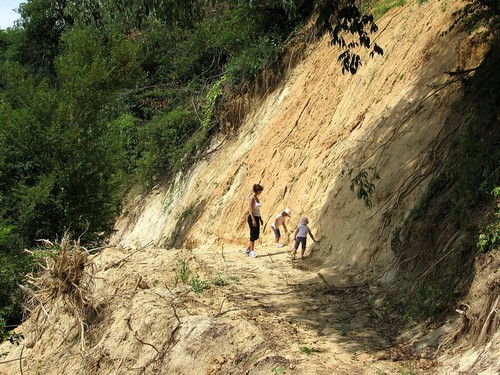
Sentiero della Fossa dei Cinghiali